# Urban Planinšek
Urban Planinšek (...) è un allenatore di sci alpino ed ex sciatore alpino sloveno che gareggiò per la nazionale jugoslava.

## Biografia
Planinšek, specialista delle prove veloci, vinse il titolo nazionale jugoslavo nella combinata nel 1986 e nella discesa libera nel 1987 e gareggiò anche in Coppa del Mondo, senza ottenere risultati di rilievo; non prese parte a rassegne olimpiche e non ottenne risultati di rilievo ai Campionati mondiali. Dopo il ritiro prese parte al circuito universitario nordamericano (NCAA) e in seguito è diventato allenatore prima nei quadri della Federazione sciistica della Slovenia, poi in quelli delle federazioni della Svizzera, della Russia e degli Stati Uniti, occupandosi in particolare dei velocisti, e in seguito del Canada.

## Palmarès

### Campionati jugoslavi
- 2 medaglie (dati parziali)[1]:
  - 2 ori (combinata nel 1986; discesa libera nel 1987)